# Jeux du Canada d'hiver de 1979
Les Jeux du Canada d'hiver de 1979 sont des compétitions de sports d'hiver qui ont opposé les provinces et les territoires du Canada en 1979.
Les Jeux du Canada sont présentés tous les deux ans, en alternance l'hiver et l'été. En 1979, les jeux ont eu lieu à Brandon au Manitoba du 12 février au 24 février 1979.

## Tableau des médailles
| Province                  | Or | Argent | Bronze | Total |
| ------------------------- | -- | ------ | ------ | ----- |
| Alberta                   | 8  | 13     | 17     | 38    |
| Colombie-Britannique      | 11 | 18     | 14     | 43    |
| Manitoba                  | 9  | 9      | 12     | 30    |
| Île du Prince-Édouard     | 1  | 4      | 1      | 6     |
| Nouveau-Brunswick         | 6  | 1      | 1      | 8     |
| Nouvelle-Écosse           | 3  | 7      | 7      | 17    |
| Ontario                   | 20 | 31     | 22     | 73    |
| Québec                    | 47 | 20     | 26     | 93    |
| Terre-Neuve-et-Labrador   | 1  | 1      | 2      | 4     |
| Territoires du Nord-Ouest | 0  | 0      | 0      | 0     |
| Saskatchewan              | 3  | 1      | 11     | 15    |
| Yukon                     | 0  | 0      | 2      | 2     |